# Грин, Даллас
Даллас Грин (англ. Dallas Green; род. 29 сентября 1980 года) — канадский музыкант. Известен как сольный исполнитель под псевдонимом City and Colour, а также как вокалист и гитарист пост-хардкор группы Alexisonfire. В 2009 году стал обладателем премии Juno Award в номинации «Лучший композитор года».

## Имя
В интервью на фестивале NXNE 2008 в Торонто Грин подтвердил, что был назван в честь американского питчера и бейсбольного менеджера Далласа Грина. По словам музыканта, поначалу его мать дала ему имя Грехем-Тодд Грин, но после того, как его отец сделал ставку на бейсбольную команду Филадельфия Филлис во время мировой серии 1980 года и она одержала победу, родители дали ему имя Даллас в честь менеджера Филлис.

## Карьера
До прихода в Alexisonfire, Грин играл в группе под названием Helicon Blue, вместе с бас-гитаристом Крисом Рэнкином и барабанщиком Николасом Осзипко. Группа выпустила одноимённый релиз с Грэгом Беллоу от Distort Entertainment, который также записал с группой и второй альбом. В 2000 году Даллас Грин записал своё первое сольное демо Simple Songs, ещё без использования псевдонима City and Colour. Запись включала в себя несколько треков, которые позже были переизданы и включены в студийные альбомы, а также несколько демоверсий неизданных песен. Запись не была выпущена под эгидой какого-либо звукозаписывающего лейбла и не распространялась публично, но в данное время она находится в свободном доступе в Интернете в формате .mp3 среднего качества.
Грин присоединился к Alexisonfire в конце 2001 года и с тех пор вместе с ними выпустил четыре альбома — Alexisonfire, Watch Out!, Crisis и Old Crows/Young Cardinals, а также несколько мини-альбомов. Высокий и пронзительный вокал Грина стал одной из отличительных черт группы. В 2003 году он появился вместе с Джорджем Петиттом в качестве вокалиста в трёх композициях с альбома The Coldest Winter группы Jude the Obscure.

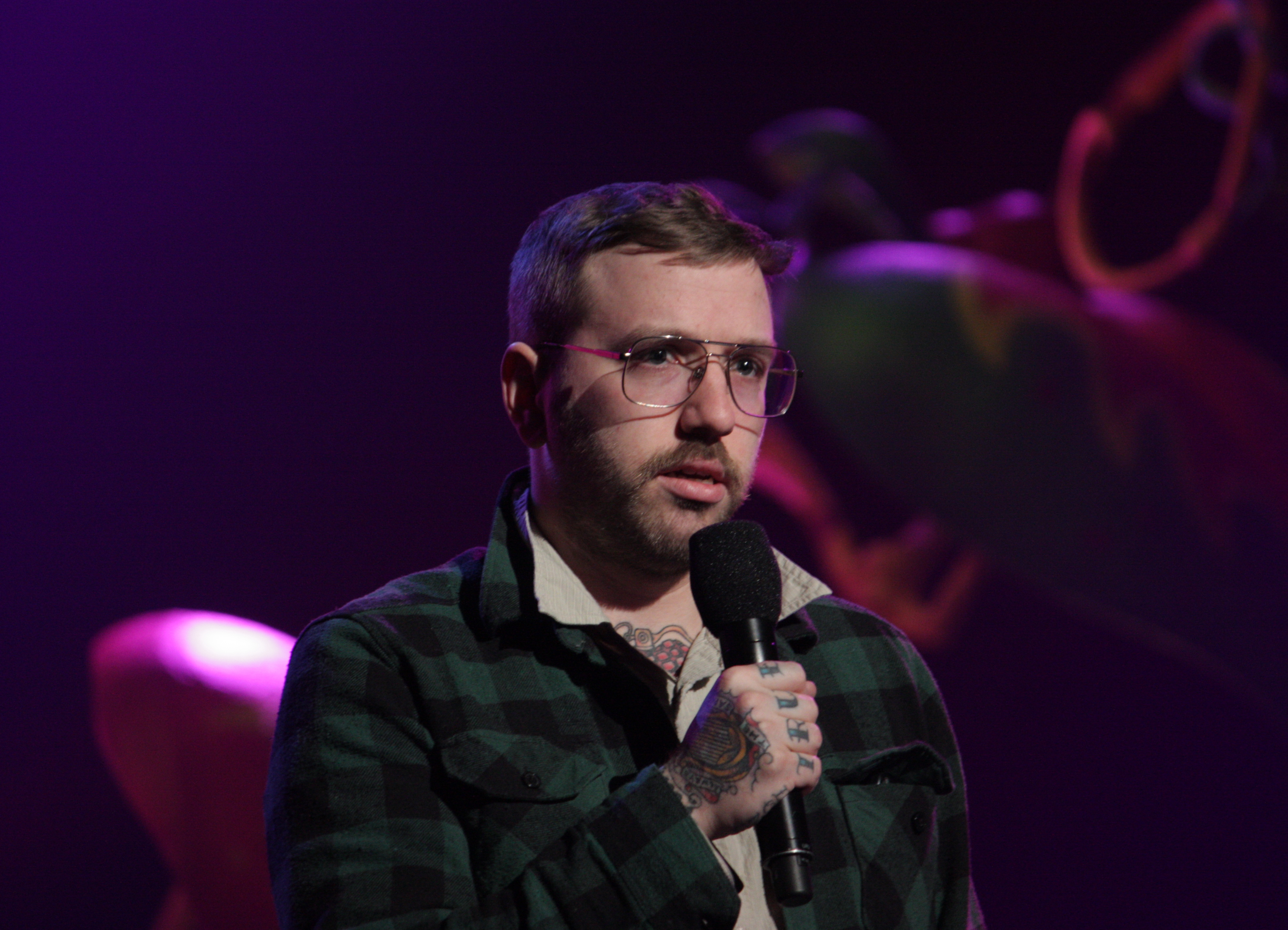
Даллас Грин на вручении премии Juno Award (март 2009 год).

Одним из первых заметных появлений Грина вне Alexisonfire стала работа вместе с канадским проектом Neverending White Lights над совместным альбомом Act 1: Goodbye Friends of the Heavenly Bodies, который был выпущен в 2005 году. Даллас исполнил вокал в песне «The Grace». Грин исполнил бэк-вокальные партии в композиции «INRihab» канадской металкор группы Every Time I Die, а также в «Black Albino Bones» со второго альбома группы Fucked Up The Chemistry of Common Life.
Первый музыкальный клип City and Colour, «Save Your Scissors», с дебютного альбома Sometimes, ставшего в Канаде «золотым», вышел 17 июня 2006 года. Видео снималось в Сент-Катаринс и в его записи видео приняли участие друзья и знакомые Далласа. Второе видео, «Comin' Home», добралось до первого места в рейтинге телеканала MuchMoreMusic. Концертный DVD City and Colour вышел 7 марта 2007 года и включает в себя сразу два живых выступления и одно дополнительное вместе с Роном Сексмитом. Дополнительный ограниченный тираж релиза включал в себя USB-флеш-накопитель с кадрами нескольких выступлений, например, телепрограммы MuchOnDemand. 12 февраля 2008 года состоялся релиз второго полноформатного альбома City and Colour — Bring Me Your Love, изданного лейблом l Dine Alone Records. Первый сингл альбома, «Waiting…», был выпущен 24 января 2008 года, а второй, «Sleeping Sickness» — 6 июня того же года, а 27 июня состоялся выход видеоклипа, режиссёром которого стал Винсент Моррисет и съёмки проходили в Монреале . Во втором сингле приня участие вокалист The Tragically Hip Гордон Дауни.
Британский телеканал Bravo! выпустил в эфир часовое концертное выступление City and Colour 26 августа 2008 года. В эфире были показаны интервью, несколько песен с последнего альбома Bring Me Your Love, а также с дебютного альбома, Sometimes. В мае 2009 года, Грин появился на CBC Radio в радиошоу «Q», где дал интервью, а также исполнил несколько песен: «Body in a Box» и «Waiting…» с альбома Bring Me Your Love, и «Comin' Home» с альбома Sometimes.
В начале августа 2011 года Даллас объявил, что покидает Alexisonfire чтобы сосредоточиться на City and Colour. В интервью группа рассказала, что ещё год назад Даллас сообщил о своём планируемом уходе по окончании тура Old Crows/Young Cardinals, объяснив его неудачными попытками балансировать между двумя коллективами, что в конечном итоге поставило его перед выбором.
8 сентября 2014 года Грин объявил о сотрудничестве с Пинк. Дуэт, выступающий под именем You+Me, выпустил альбом rose ave. 14 октября того же года.

## Личная жизнь
Даллас посещал католическую школу в Сент-Катаринс, Онтарио. Кроме музыки, Грин с 8 лет занимается скейтбордингом. В одном из концертных DVD он упомянул, что является фанатом баскетбола, а также поклонником WWE-рестлера Скотта Холла, а также Майка Холмса, звезды американского телешоу Holmes on Homes. В декабре 2008 года, Грин женился на Лие Миллер, ведущей канадского музыкального телеканала MuchMusic, с которой встречался с 2006 года. Страдает непереносимостью лактозы.

## Дискография

### City and Colour

#### Студийные альбомы и EP
| Дата выпуска | Название                  | Лейбл                              |
| 2004         | Simple Songs (Demo Tape)  | N/A                                |
| 2004         | The Death of Me (EP)      | Dine Alone Records                 |
| 2005         | Missing (EP)              | Dine Alone Records                 |
| 2005         | Sometimes                 | Dine Alone Records                 |
| 2008         | Bring Me Your Love        | Vagrant Records/Dine Alone Records |
| 2011         | Little Hell               | Vagrant Records/Dine Alone Records |
| 2013         | The Hurry and the Harm    | Dine Alone Records/Cooking Vinyl   |
| 2015         | If I Should Go Before You | Dine Alone Records/Cooking Vinyl   |

#### Live-альбомы и EP
| Дата выпуска | Название                           | Лейбл                              |
| ------------ | ---------------------------------- | ---------------------------------- |
| 2007         | Live                               | Dine Alone Records                 |
| 2008         | The MySpace Transmissions (EP)     | Vagrant Records/Dine Alone Records |
| 2008         | Live Session EP (iTunes Exclusive) | Dine Alone Records                 |
| 2010         | Live at the Orange Lounge (EP)     | Dine Alone Records                 |

### Alexisonfire

#### Студийные альбомы и EP
| Дата выпуска | Название                  | Лейбл                 | Сертификация        |
| ------------ | ------------------------- | --------------------- | ------------------- |
| 2002         | Alexisonfire              | Distort Entertainment | Золотой (Канада)    |
| 2004         | Watch Out!                | Distort Entertainment | Платиновый (Канада) |
| 2006         | Crisis                    | Distort Entertainment | Платиновый (Канада) |
| 2009         | Old Crows/Young Cardinals | Dine Alone Records    | Платиновый (Канада) |
| 2010         | Dog's Blood               | Dine Alone Records    |                     |

### Сотрудничество

#### Студийные альбомы и EP
| Дата выпуска | Группа                   | Название                                      | Лейбл                                         |
| ------------ | ------------------------ | --------------------------------------------- | --------------------------------------------- |
| 2003         | Jude The Obscure         | The Coldest Winter                            | One Day Savior                                |
| 2005         | Straight Reads The Line  | Lets Get Nuts                                 | Verona Records                                |
| 2005         | Neverending White Lights | Act 1: Goodbye Friends of the Heavenly Bodies | Ocean Records Canada / Maple Music Nationwide |
| 2007         | The Dear & Departed      | Something Quite Peculiar                      | Science Records                               |
| 2007         | Every Time I Die         | The Big Dirty                                 | Ferret Records                                |
| 2008         | Fucked Up                | The Chemistry of Common Life                  | Matador Records                               |
| 2009         | Lights Action            | Welcome to the New Cold World                 | Colt Signals                                  |
| 2009         | DL Incognito             | Fight This                                    | Crazy Records                                 |
| 2010         | Nashville Skyline        | Carry You Home — Single                       | Timber Street Records                         |